# 랄프 밀리밴드
랄프 밀리밴드 ( 영어: Ralph Miliband; 1924년 1월 7일 - 1994년 5월 21일 ) 영국출신의 사회학자이다. 그는 '그의 세대에서 알려진 학술적 마르크스주의자중에서 가장 뛰어난 사람'이라는 칭호를 받고 있다. 그는 에드워드 파머 톰슨, 에릭 홉스봄과 페리 앤더슨에 비견되는 인물이다. 그는 노동자 계급의 폴란드계 유대인으로 벨기에에서 태어났다. 그는 1940년에 그의 부친과 함께 나찌 독일을 피해 영국으로 피신했다. 런던 경제학교에서 영어를 배웠으며, 좌익 정치에 연계하였으며, 카를 마르크스의 무덤에서 사회주의를 위해 헌신하겠다고 다짐하였다.

## 저서
- Parliamentary Socialism: A Study of the Politics of Labour (1961). ISBN 0-85036-135-4.
- The State in Capitalist Society (1969), ISBN 0-7043-1028-7
- Marxism and Politics (1977), ISBN 0-85036-531-7
- Capitalist Democracy in Britain (1982), ISBN 0-19-827445-9
- Class Power and State Power (1983)
- Divided Societies: Class Struggle in Contemporary Capitalism (1989)
- Socialism for a Sceptical Age (1994)